# 訃報 1970年1月
訃報 1970年1月（ふほう 1970ねん1がつ）では、1970年（昭和45年）1月中に物故した、又は物故が報じられた人物についてまとめる。

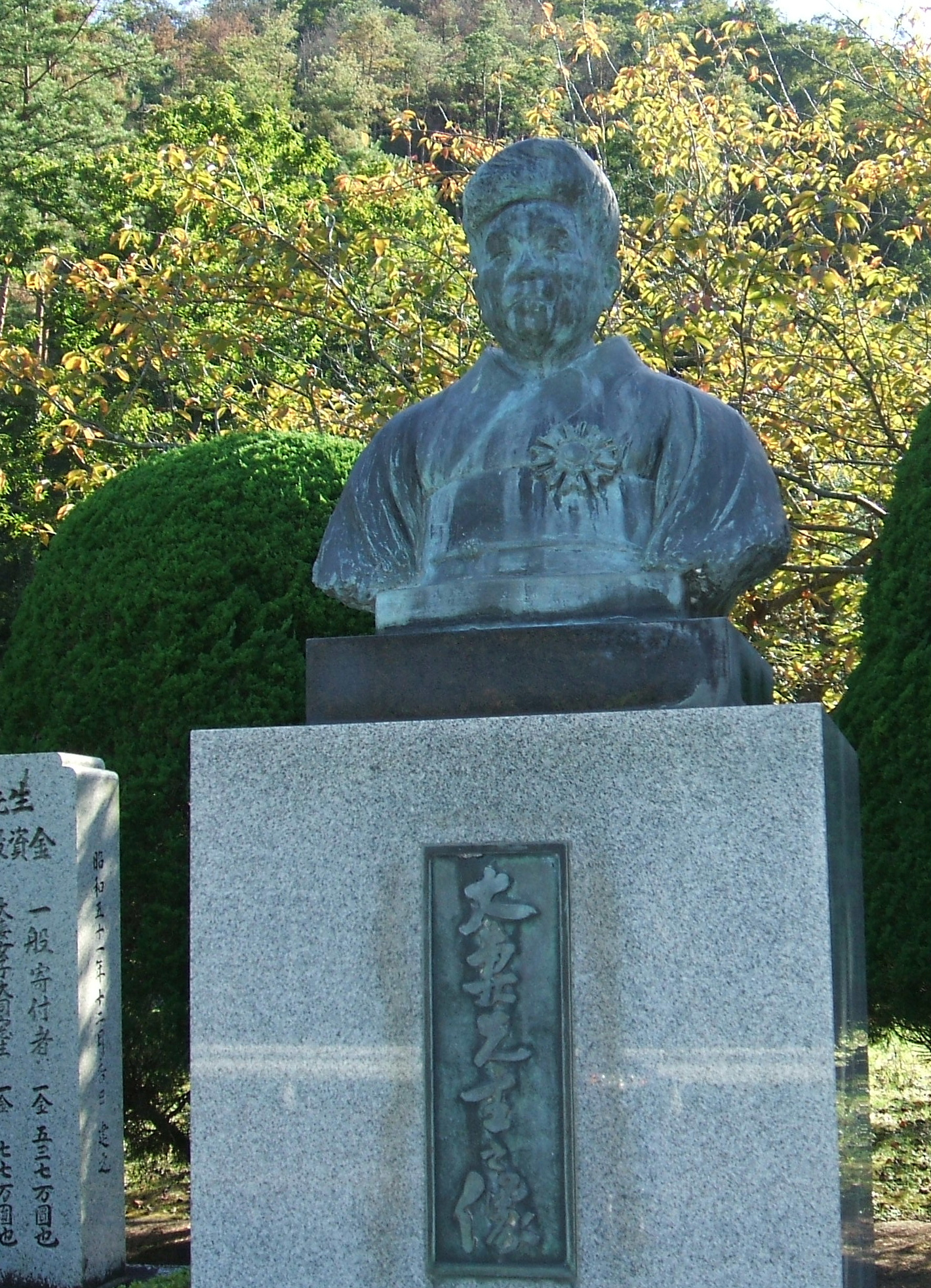
大妻コタカ /1月3日没

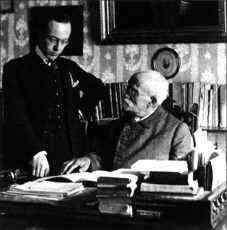
ロベルト・ジェラール（右） /1月5日没

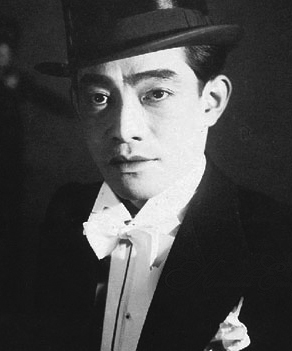
榎本健一 /1月7日没

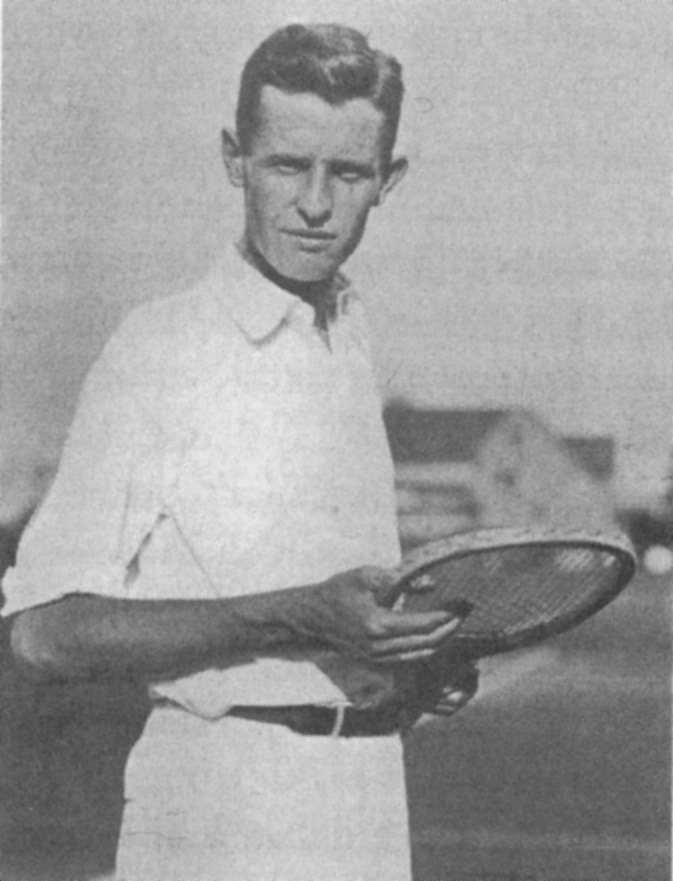
リンドレイ・マレー /1月17日没

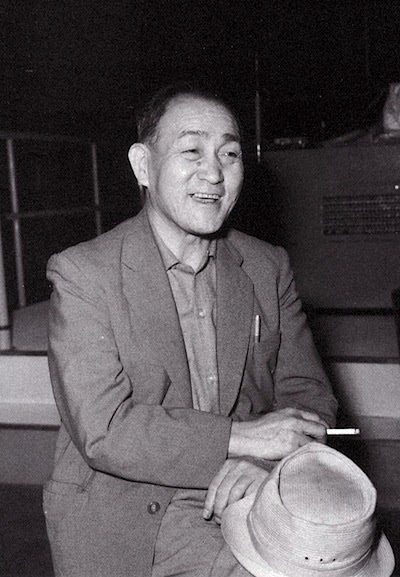
円谷英二 / 1月25日没

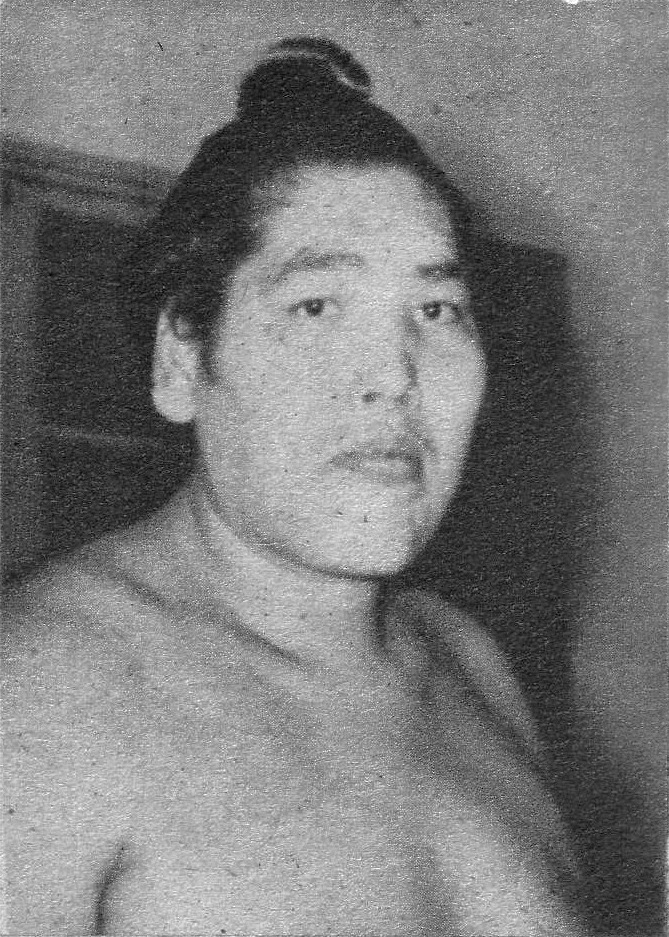
大起男右エ門 / 1月31日没

## （1日 - 15日）
- 1月2日 - 矢野仁一、東洋史学者（* 1872年）
- 1月2日 - 緋縅力弥 (1922年生)、大相撲力士（* 1922年）
- 1月2日 - ピエール・フランカステル、美術史家・美術評論家（* 1900年）
- 1月2日 - ピョートル・レイテル、作曲家（* 1884年）
- 1月3日 - 大妻コタカ、教育家・大妻学院創設者（* 1884年）
- 1月3日 - 永野護、実業家・政治家（* 1890年）
- 1月3日 - 柴勝男、海軍軍人（* 1901年）
- 1月4日 - 勝平得之、版画家（* 1904年）
- 1月4日 - 小口優、ドイツ文学者（* 1907年）
- 1月4日 - ヴィゴ・ア・ローセンボー、デンマークの王族（* 1893年）
- 1月4日 - チャールズ・ワグナー、電気工学者（* 1895年）
- 1月5日 - マックス・ボルン、物理学者（* 1882年）
- 1月5日 - ロベルト・ジェラール、作曲家（* 1896年）
- 1月5日 - 村尾薩男、社会運動家・政治家・実業家（* 1902年）
- 1月7日 - 榎本健一、俳優・歌手・コメディアン（* 1904年）
- 1月9日 - 佐久間鼎、心理学者・言語学者・国語学者（* 1888年）
- 1月9日 - ケーテ・クラウス、陸上競技選手（* 1906年）
- 1月10日 - 岩見蘭始、政治家・実業家（* 1893年）
- 1月10日 - 青木新、外交官（* 1881年）
- 1月10日 - パーヴェル・ベリャーエフ、宇宙飛行士（* 1925年）
- 1月11日 - エイダ・ロー、元長寿世界一の女性（* 1858年）
- 1月11日 - 伊藤ミカ、元体育教師・前衛舞踏家（* 1936年）
- 1月12日 - 寺本恵真、真宗大谷派の僧侶・教育者（* 1903年）
- 1月12日 - ブランシュ・スコット、女性パイロット（* 1885年）
- 1月15日 - 冨澤有爲男、作家・画家（* 1902年）
- 1月15日 - 高田弥市、実業家・政治家（* 1905年）
- 1月15日 - 関山利一、囲碁棋士（* 1909年）
- 1月15日 - ヴィータウタス・バツェヴィチウス、作曲家・ピアニスト（* 1905年）

## （16日 - 31日）
- 1月17日 - リンドレイ・マレー、テニスプレーヤー（* 1892年）
- 1月17日 - フリッツ・ヴィーデマン、ドイツの軍人（* 1891年）
- 1月18日 - 大島陸太郎、陸軍軍人（* 1884年）
- 1月18日 - 清水対岳坊、実業家（* 1883年）
- 1月18日 - デイビッド・O・マッケイ、末日聖徒イエス・キリスト教会第9代官長（* 1873年）
- 1月18日 - ウォルター・ロバートソン、実業家・外交官（* 1893年）
- 1月19日 - ジェームス・ドノバン、弁護士（* 1916年）
- 1月19日 - 光安浩行、洋画家（* 1891年）
- 1月20日 - ポール・フラマリエ、地質学者（* 1877年）
- 1月20日 - 石川一郎、財界人・経営者（* 1885年）
- 1月20日 - 宮崎清、実業家（* 1894年）
- 1月20日 - ジョージ・ハンフリー、政治家（* 1890年）
- 1月22日 - 紀俊忠、技術者・実業家・政治家・華族（* 1892年）
- 1月22日 - 花柳壽輔 (2世)、舞踊家（* 1893年）
- 1月22日 - 西角井正慶、国文学者・民俗学者（* 1900年）
- 1月24日 - 飯田九一、日本画家・俳人（* 1892年）
- 1月25日 - 松沢竜雄、内務官僚・朝鮮総督府官僚（* 1893年）
- 1月25日 - 円谷英二、映画監督・円谷プロダクション創設者（* 1901年）
- 1月25日 - ジャーヌ・バトリ、メゾソプラノ歌手（* 1877年）
- 1月26日 - 西阪保治、牧師・伝道者・聖書学者（* 1883年）
- 1月26日 - 岩手石蔵、長寿日本一の男性（* 1863年）
- 1月27日 - 伊藤謙二、銀行家（* 1889年）
- 1月28日 - 二本柳寛、俳優（* 1917年）
- 1月28日 - 泉和助、コメディアン・俳優（* 1919年）
- 1月28日 - トーマス・J・ライアン、アメリカ海軍の軍人（* 1901年）
- 1月29日 - ベイジル・リデル＝ハート、軍事史家・戦略思想家（* 1895年）
- 1月29日 - テルマ・ファーネス、ファーネス子爵夫人（* 1904年）
- 1月29日 - 片桐顕智、歌人・評論家（* 1909年）
- 1月29日 - ローレン・ハリス、画家（* 1885年）
- 1月30日 - 南喜一、実業家（* 1893年）
- 1月31日 - ミハイル・ミーリ、航空エンジニア（* 1909年）
- 1月31日 - フリッツ・バイエルライン、ドイツの軍人（* 1899年）
- 1月31日 - 大起男右エ門、大相撲力士（* 1923年）
- 1月31日 - スリム・ハーポ、歌手・ハーモニカ奏者・ギタリスト（* 1924年）